# Gran Premio de Turquía de Motociclismo de 2007
El Gran Premio de Turquía de Motociclismo de 2007 fue la tercera prueba del Campeonato del Mundo de Motociclismo de 2007. Tuvo lugar en el fin de semana del 20 al 22 de abril de 2007 en el Circuito de Estambul, situado en la ciudad de Estambul, Turquía. La carrera de MotoGP fue ganada por Casey Stoner, seguido de Toni Elías y Loris Capirossi. Andrea Dovizioso ganó la prueba de 250cc, por delante de Jorge Lorenzo y Álvaro Bautista. La carrera de 125cc fue ganada por Simone Corsi, Joan Olivé fue segundo y Tomoyoshi Koyama tercero.

## Resultados MotoGP
| Pos.            | N.º | Piloto             | Constructor | Vueltas | Tiempo/Retirado | Grilla | Puntos |
| --------------- | --- | ------------------ | ----------- | ------- | --------------- | ------ | ------ |
| 1               | 27  | Casey Stoner       | Ducati      | 22      | 42:08.850       | 4      | 25     |
| 2               | 24  | Toni Elías         | Honda       | 22      | +6.207          | 10     | 20     |
| 3               | 65  | Loris Capirossi    | Ducati      | 22      | +8.102          | 5      | 16     |
| 4               | 4   | Alex Barros        | Ducati      | 22      | +8.135          | 13     | 13     |
| 5               | 33  | Marco Melandri     | Honda       | 22      | +8.289          | 14     | 11     |
| 6               | 21  | John Hopkins       | Suzuki      | 22      | +10.186         | 7      | 10     |
| 7               | 1   | Nicky Hayden       | Honda       | 22      | +10.239         | 6      | 9      |
| 8               | 14  | Randy de Puniet    | Kawasaki    | 22      | +14.734         | 9      | 8      |
| 9               | 66  | Alex Hofmann       | Ducati      | 22      | +16.042         | 17     | 7      |
| 10              | 46  | Valentino Rossi    | Yamaha      | 22      | +18.999         | 1      | 6      |
| 11              | 71  | Chris Vermeulen    | Suzuki      | 22      | +26.249         | 9      | 5      |
| 12              | 7   | Carlos Checa       | Honda       | 22      | +29.546         | 16     | 4      |
| 13              | 56  | Shinya Nakano      | Honda       | 22      | +36.922         | 12     | 3      |
| 14              | 6   | Makoto Tamada      | Yamaha      | 22      | +38.540         | 15     | 2      |
| 15              | 50  | Sylvain Guintoli   | Yamaha      | 22      | +39.337         | 19     | 1      |
| 16              | 10  | Kenny Roberts, Jr. | KR212V      | 22      | +1:09.336       | 18     |        |
| Ret             | 19  | Olivier Jacque     | Kawasaki    | 0       | Accident        | 11     |        |
| Ret             | 5   | Colin Edwards      | Yamaha      | 0       | Accident        | 2      |        |
| Ret             | 26  | Dani Pedrosa       | Honda       | 0       | Accident        | 3      |        |
| Reporte Oficial |     |                    |             |         |                 |        |        |

## Resultados 250cc
| Pos.            | N.º | Piloto              | Constructor | Vueltas | Tiempo/Retirado | Grilla | Puntos |
| --------------- | --- | ------------------- | ----------- | ------- | --------------- | ------ | ------ |
| 1               | 34  | Andrea Dovizioso    | Honda       | 20      | 39:31.153       | 1      | 25     |
| 2               | 1   | Jorge Lorenzo       | Aprilia     | 20      | +0.103          | 2      | 20     |
| 3               | 19  | Álvaro Bautista     | Aprilia     | 20      | +0.318          | 3      | 16     |
| 4               | 3   | Alex de Angelis     | Aprilia     | 20      | +4.894          | 4      | 13     |
| 5               | 12  | Thomas Lüthi        | Aprilia     | 20      | +19.755         | 6      | 11     |
| 6               | 36  | Mika Kallio         | KTM         | 20      | +22.946         | 7      | 10     |
| 7               | 60  | Julián Simón        | Honda       | 20      | +23.283         | 8      | 9      |
| 8               | 80  | Héctor Barberá      | Aprilia     | 20      | +47.678         | 10     | 8      |
| 9               | 58  | Marco Simoncelli    | Gilera      | 20      | +58.482         | 5      | 7      |
| 10              | 32  | Fabrizio Lai        | Aprilia     | 20      | +58.734         | 14     | 6      |
| 11              | 41  | Aleix Espargaró     | Aprilia     | 20      | +1:08.588       | 15     | 5      |
| 12              | 17  | Karel Abraham       | Aprilia     | 20      | +1:09.032       | 24     | 4      |
| 13              | 28  | Dirk Heidolf        | Aprilia     | 20      | +1:10.005       | 19     | 3      |
| 14              | 25  | Alex Baldolini      | Aprilia     | 20      | +1:14.509       | 18     | 2      |
| 15              | 8   | Ratthapark Wilairot | Honda       | 20      | +1:17.732       | 17     | 1      |
| 16              | 73  | Shuhei Aoyama       | Honda       | 20      | +1:28.469       | 12     |        |
| 17              | 50  | Eugene Laverty      | Honda       | 20      | +1:49.828       | 21     |        |
| Ret             | 10  | Imre Tóth           | Aprilia     | 8       | Accident        | 22     |        |
| Ret             | 9   | Arturo Tizón        | Aprilia     | 8       | Retirement      | 20     |        |
| Ret             | 16  | Jules Cluzel        | Aprilia     | 6       | Retirement      | 16     |        |
| Ret             | 4   | Hiroshi Aoyama      | KTM         | 4       | Retirement      | 9      |        |
| Ret             | 44  | Taro Sekiguchi      | Aprilia     | 2       | Accident        | 23     |        |
| Ret             | 14  | Anthony West        | Aprilia     | 1       | Accident        | 13     |        |
| Ret             | 55  | Yuki Takahashi      | Honda       | 1       | Retirement      | 11     |        |
| Reporte Oficial |     |                     |             |         |                 |        |        |

## Resultados 125cc
| Pos.            | N.º | Piloto             | Constructor | Vueltas | Tiempo/Retirado | Grilla | Puntos |
| --------------- | --- | ------------------ | ----------- | ------- | --------------- | ------ | ------ |
| 1               | 24  | Simone Corsi       | Aprilia     | 19      | 40:03.557       | 3      | 25     |
| 2               | 6   | Joan Olivé         | Aprilia     | 19      | +0.098          | 7      | 20     |
| 3               | 71  | Tomoyoshi Koyama   | KTM         | 19      | +1.943          | 6      | 16     |
| 4               | 35  | Raffaele De Rosa   | Aprilia     | 19      | +2.191          | 11     | 13     |
| 5               | 14  | Gábor Talmácsi     | Aprilia     | 19      | +2.646          | 4      | 11     |
| 6               | 52  | Lukáš Pešek        | Derbi       | 19      | +2.939          | 5      | 10     |
| 7               | 8   | Lorenzo Zanetti    | Aprilia     | 19      | +3.119          | 14     | 9      |
| 8               | 38  | Bradley Smith      | Honda       | 19      | +3.120          | 13     | 8      |
| 9               | 29  | Andrea Iannone     | Aprilia     | 19      | +10.353         | 17     | 7      |
| 10              | 55  | Héctor Faubel      | Aprilia     | 19      | +10.842         | 2      | 6      |
| 11              | 44  | Pol Espargaró      | Aprilia     | 19      | +14.446         | 18     | 5      |
| 12              | 60  | Michael Ranseder   | Derbi       | 19      | +15.421         | 8      | 4      |
| 13              | 22  | Pablo Nieto        | Aprilia     | 19      | +15.665         | 12     | 3      |
| 14              | 12  | Esteve Rabat       | Honda       | 19      | +15.870         | 21     | 2      |
| 15              | 34  | Randy Krummenacher | KTM         | 19      | +15.974         | 16     | 1      |
| 16              | 18  | Nicolás Terol      | Derbi       | 19      | +16.136         | 9      |        |
| 17              | 27  | Stefano Bianco     | Aprilia     | 19      | +24.203         | 22     |        |
| 18              | 20  | Roberto Tamburini  | Aprilia     | 19      | +33.668         | 20     |        |
| 19              | 15  | Federico Sandi     | Aprilia     | 19      | +34.531         | 23     |        |
| 20              | 37  | Joey Litjens       | Honda       | 19      | +45.615         | 24     |        |
| 21              | 54  | Kev Coghlan        | Honda       | 19      | +45.630         | 27     |        |
| 22              | 95  | Robert Mureșan     | Derbi       | 19      | +46.162         | 28     |        |
| 23              | 99  | Danny Webb         | Honda       | 19      | +49.852         | 30     |        |
| 24              | 77  | Dominique Aegerter | Aprilia     | 19      | +51.982         | 29     |        |
| 25              | 51  | Stevie Bonsey      | KTM         | 19      | +1:11.252       | 25     |        |
| 26              | 56  | Hugo van den Berg  | Aprilia     | 19      | +1:55.696       | 31     |        |
| 27              | 41  | Tobias Siegert     | Aprilia     | 18      | +1 lap          | 34     |        |
| Ret             | 75  | Mattia Pasini      | Aprilia     | 18      | Retirement      | 1      |        |
| Ret             | 40  | Alen Győrfi        | Aprilia     | 17      | Retirement      | 33     |        |
| Ret             | 33  | Sergio Gadea       | Aprilia     | 17      | Retirement      | 15     |        |
| Ret             | 53  | Simone Grotzkyj    | Aprilia     | 13      | Retirement      | 26     |        |
| Ret             | 7   | Alexis Masbou      | Honda       | 11      | Accident        | 19     |        |
| Ret             | 13  | Dino Lombardi      | Honda       | 9       | Retirement      | 32     |        |
| Ret             | 11  | Sandro Cortese     | Aprilia     | 6       | Accident        | 10     |        |
| DNQ             | 39  | Nikolett Kovács    | Honda       |         | Did not qualify |        |        |
| Reporte Oficial |     |                    |             |         |                 |        |        |